# Paul Wirtz
Paul Wirtz (* 1. November 1901 in Rittersdorf; † 4. Oktober 1946 in Bitburg) war ein deutscher Jurist und Kommunalpolitiker der NSDAP.

## Biografie
Nach dem Studium der Rechts- und Staatswissenschaften an den Universitäten Freiburg und Bonn, wo er zum Dr. jur. promovierte, schlug er eine Beamtenlaufbahn ein. Paul Wirtz war unter anderem als Hilfsrichter tätig und arbeitete bei der Reichszollverwaltung. 1932 trat er der NSDAP (Mitgliedsnummer 1.196.298) bei. Ab Juli 1933 war er Landrat im Kreis Daun und wurde dann als Landrat in den Landkreis Brüx im Reichsgau Sudetenland strafversetzt. Dort blieb er bis kurz vor dem Einmarsch sowjetischer Truppen im Mai 1945 im Amt. Am 4. Oktober 1946 verstarb Wirtz im Alter von 44 Jahren in Bitburg.